# Wilhelm Nokk

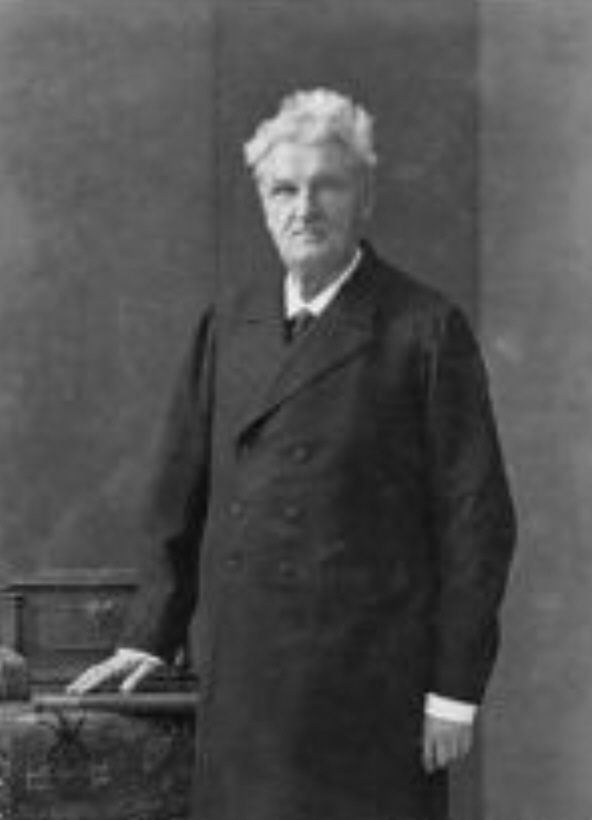
Wilhelm Nokk

Wilhelm Nokk (* 30. November 1832 in Bruchsal; † 12. Februar 1903 in Karlsruhe) war ein badischer Jurist und Politiker.

## Werdegang
Nokk wurde als Sohn des Gymnasialdirektors und Abgeordneten der Zweiten Kammer der Badischen Ständeversammlung Anton Nokk geboren. Sein Bruder war der Reichsgerichtsrat Rudolf Nokk. Nach dem Studium der Rechtswissenschaften an den Universitäten in Freiburg, Bonn und Heidelberg trat Wilhelm Nokk im Jahre 1855 in den Staatsdienst des Großherzogtums Baden ein. Während seines Studiums wurde er 1851 Mitglied der Bonner Burschenschaft Frankonia und 1853 der Burschenschaft Teutonia Freiburg. Ab 1862 war er im Oberschulrat, seit 1865 im Innenministerium beschäftigt. Im Jahre 1867, erst 35 Jahre alt, erfolgte seine Ernennung zum Ministerialrat. In den Jahren von 1867 bis 1870 war er Abgeordneter in der Zweiten Kammer der Badischen Ständeversammlung für die Partei der Nationalliberalen – den Befürwortern einer Reichseinigung unter Führung Preußens –, was bemerkenswert ist, da Nokk katholisch war. Etwa zwei Drittel der badischen Bevölkerung war katholisch und die katholische Kirche in Baden war eine entschiedene Gegnerin eines Beitritts Badens zum preußisch und daher evangelisch dominierten Deutschen Kaiserreich, welches 1871 gegründet wurde. Der evangelische Großherzog Friedrich erachtete die Katholiken deshalb als „Reichsfeinde“. Der seit Jahren schwelende Konflikt des Großherzogtums Baden mit der katholischen Kirche mündete in den auch in Baden besonders heftigen Kulturkampf. Wilhelm Nokk versuchte in dieser Situation vermittelnd zwischen dem Großherzog und dem Freiburger Erzbischof Johann Baptist Orbin zu wirken. Im Jahre 1874 wurde Nokk Direktor des Oberschulrats und am 20. April 1881 trat er in die badische Landesregierung ein. Er übernahm dort die Leitung des vereinigten Justiz-, Kultus- und Unterrichtsministeriums, welche er zwanzig Jahre ununterbrochen bis zum Juni des Jahres 1901 ausübte. Zu seinen Leistungen können Reformen im Volks- und Mittelschulwesen sowie der Ausbau des Lehrbetriebs am Polytechnikum in Karlsruhe, aus welchem 1885 die Technische Hochschule wurde, gezählt werden. Außerdem veranlasste er 1882 eine Aufzeichnung der badischen Kunstdenkmäler und betrieb 1883 zusammen mit dem Archivrat Ferdinand von Weech (* 1837; † 1905) die Gründung der „Badischen Historischen Kommission“. In seine Zeit als Minister fällt auch die Umwandlung der Kunstschule in die Akademie der Bildenden Künste. Gleichzeitig zu seinen Ministerämtern war Nokk Bevollmächtigter im Bundesrat in Berlin und seit dem 7. März 1893 bis zum Juni 1901 als Nachfolger von Friedrich Turban Präsident des badischen Staatsministeriums (Staatsminister), also Ministerpräsident. Nokks Politik war insgesamt geprägt vom Geist badischer Liberalität. Keine zwei Jahre nach dem Ausscheiden aus der Regierung verstarb Wilhelm Nokk. Sein Grab befindet sich auf dem Hauptfriedhof Karlsruhe, das Grabmal wurde von Fridolin Dietsche gestaltet.
Seine Tochter Minna Nokk heiratete den Reichsgerichtsrat Ernst Heydweiller, einen Enkel des badischen Staatsministers Karl Friedrich Nebenius.
Er war der Schwager des späteren Staatsministers (Vorsitzender der badischen Staatsregierung = Ministerpräsident) Heinrich von und zu Bodman, da er 1861 in erster Ehe mit dessen Schwester Klara von und zu Bodman (1842–62) verheiratet war.

## Ehrungen

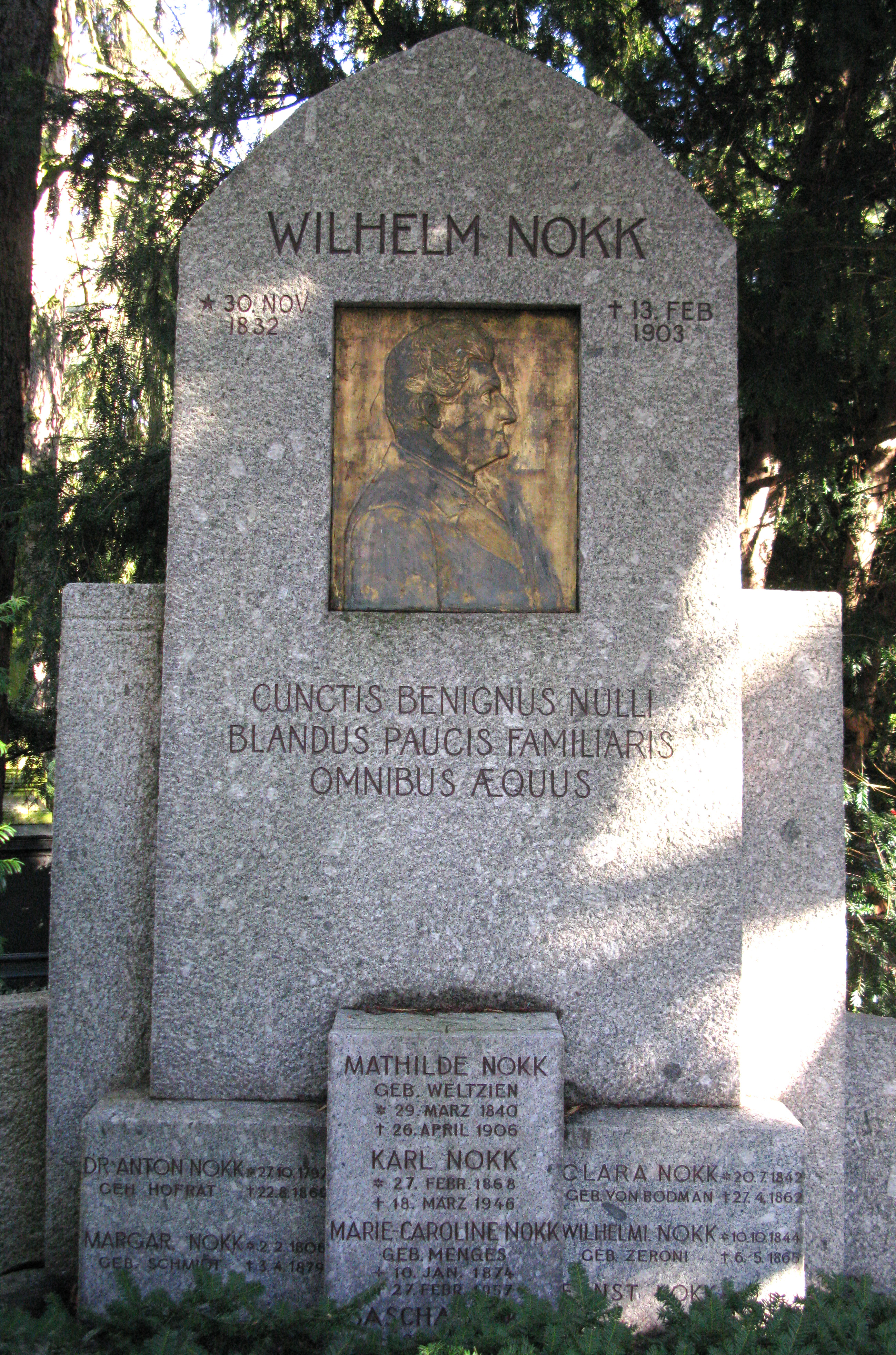
Grabmal auf dem Hauptfriedhof von Karlsruhe

- 22. Dezember 1896 Ehrendoktor der Naturwissenschaftlich-Mathematischen Fakultät der Universität Heidelberg
- 16. Juli 1901 Ehrenbürger der Stadt Karlsruhe
- 1901 Ehrenbürger der Stadt Heidelberg
- 1906 Benennung einer Straße in der Karlsruher Südweststadt